# سمية بن خلدون
سمية بن خلدون (13 مارس 1963- 28 يونيو 2023) مواليد مدينة مراكش، مهندسة وسياسية إسلامية وناشطة اجتماعية مغربية وعضوة سابقة في الأمانة العامة حزب العدالة والتنمية. شغلت منصب وزيرة منتدبة لدى وزير التعليم العالي والبحث العلمي وتكوين الأطر في حكومة بنكيران الثانية إلى غاية 20 ماي 2015. كما كانت مستشارة بالمجلس الحضري لمدينة القنيطرة منذ سنة 2009. وهي رئيسة سابقة لمنتدى الزهراء للمرأة المغربية.
توفيت يوم 28 يونيو 2023 بعد صراع مع مرض السرطان.

## مسيرتها
ولدت بمدينة مراكش. حصلت على دكتوراه في الهندسة تخصص هندسة منطقية معلوماتية سنة 1997. كما حصلت على شهادة مهندس دولة من المدرسة المحمدية للمهندسين سنة 1985. واشتغلت مهندسة دولة بالشركة الدولية للصناعة والمعلوميات، كما عملت أستاذة بالمدرسة العليا للتكنولوجيا بفاس، وبعد ذلك اشتغلت أستاذة بكلية العلوم بجامعة ابن طفيل بالقنيطرة إلى غاية سنة 2006.
وعملت خبيرة لدى منظمة العالم الإسلامي للتربية والعلوم والثقافة (إيسيسكو). وهي متزوجة وأم وجدة.

## العمل السياسي
دخلت البرلمان المغربي نائبةً عن حزب العدالة والتنمية خلال ولايتين (2002- 2007 و2007-2011). كما شغلت منصب مستشار بمجلس جهة الغرب شراردة بني حسين بين سنتي 2002 و2006. وتحملت بمجلس النواب مسؤولية رئيسة لجنة الخارجية والدفاع الوطني والشؤون الإسلامية بين سنتي 2004 و2005.
تحملت العديد من المهام السياسية، منها عضوية المجلس الوطني لحزب العدالة والتنمية منذ سنة 2002. وكذا عضوية الأمانة العامة للحزب منذ 2012، وتحملت مسؤولية رئيسة لجنة السياسات العمومية بالمجلس الوطني للحزب منذ سنة 2008. وعضو اللجنة الموضوعاتية حول المرأة والأسرة لحزب العدالة والتنمية منذ سنة 2004. وعضو اللجنة المركزية للعلاقات الخارجية للحزب. وعضو المكتب التنفيذي لمنظمة نساء العدالة والتنمية. وهي عضو مؤسس لمنتدى النساء البرلمانيات المغربيات. كما ترأست لجنة المناصفة وتكافؤ الفرص بحزب العدالة والتنمية.

## العمل الاجتماعي
تولت سمية بن خلدون سابقا رئاسة منتدى الزهراء للمرأة المغربية، وهي شبكة حقوقية ثقافية معتمدة لدى المجلس الاقتصادي والاجتماعي بالأمم المتحدة، وهي عضو المكتب المسير الحالي. وكانت رئيسة فرع الجمعية المغربية للتربية ورعاية الأسرة بالقنيطرة. وعضو مؤسس للفيدرالية النسائية العالمية للدفاع عن الوحدة الترابية، وعضو مؤسس للمجلس المدني للدفاع عن القواعد الدستورية، وعضو مؤسس ورئيسة سابقة لجمعية مودة التي تعنى بتمدرس الفتاة القروية، وعضو الجمعية المغربية من أجل حياة أفضل التي تعنى بالأطفال المعاقين ذهنيا.